# Westerbotten Huskies
Westerbotten Huskies är en idrottsförening som bedriver amerikansk fotboll i Umeå. Laget spelar 2013 i division 1 Norra.
Huskies har ett U-19 samt ett senior lag som deltar i seriespel.